# Sokoro
Sokoro è una città e sottoprefettura della Costa d'Avorio appartenente al dipartimento di Minignan. Conta una popolazione di 6 704 abitanti (censimento 2014).